# 今福氏
今福氏（いまふくうじ、いまふくし）は、武家のひとつで、甲斐源氏・奈古氏を遠祖とする一族。

## 概要
甲斐源氏・奈胡義行を遠祖とする一族。甲斐武田氏に仕えた。
『甲陽軍鑑』によれば、今福長閑斎は70騎を有していたという。天正10年（1582年）2月、甲州征伐にて、久能城にて今福虎孝は息子の今福善十郎と共に自刃した。
天正10年3月、甲州征伐で武田家が没落すると今福昌常は徳川家康に仕え、天正壬午起請文の取り纏め役を務めた。昌常の子の今福友清も徳川家康に仕えた。
江戸時代に今福薬医門公園（神奈川県海老名市中新田）で名主を務めた今福氏が、子孫だと伝わる。
著名な人物として、今福元頴、今福忍（哲学者・教育者）、今福祝（元ＮＨＫアナウンサー)がいる。